# Peter Sonnenburg
Peter Sonnenburg (vollständiger Name Ernst Ludwig Peter Sonnenburg, * 23. August 1859 in Bonn; † 27. Mai 1944 in Fürstenau bei Höxter) war ein deutscher Klassischer Philologe, der als Gymnasiallehrer im Rheinland und als Professor der Klassischen Philologie (insbesondere des Lateinischen) an der Westfälischen Wilhelms-Universität Münster wirkte (1898–1928).

## Leben
Peter Sonnenburg, der Sohn des aus Breslau stammenden Gymnasiallehrers Carl Ludwig Adolph Sonnenburg (1820–1888 oder später) und der Maria Elisabeth geb. Brohl, erhielt den ersten Unterricht von seinem Vater und besuchte anschließend neun Jahre lang das Bonner Gymnasium. Im Herbst 1877 ging er an die Universität Bonn, wo er Klassische Philologie, Germanistik und Archäologie studierte. Zu seinen akademischen Lehrern gehörten Franz Bücheler, Hermann Usener und Wilhelm Wilmanns, deren Philologischem beziehungsweise Germanistischem Seminar Sonnenburg mehrere Semester angehörte. Außerdem nahm er an Vorlesungen und Übungen der Professoren Reinhard Kekulé von Stradonitz und Arnold Dietrich Schaefer sowie der Privatdozenten Adolf Furtwängler und Friedrich Leo teil.
Nach der Promotion (1882) und der Lehramtsprüfung trat Sonnenburg in den Vorbereitungsdienst für den höheren Schuldienst ein. Das Probejahr (1882/1883) absolvierte er am Königlichen Gymnasium zu Bonn und ab dem 11. April 1883 am Progymnasium in Linz am Rhein. Danach arbeitete er als wissenschaftlicher Hilfslehrer an verschiedenen Gymnasien im Rheinland: Ab dem 1. Oktober 1883 am Gymnasium in Emmerich, ab April 1884 am Gymnasium Thomaeum in Kempen und ab Herbst 1884 am Gymnasium in Mönchengladbach.
Schließlich kehrte er zurück ans Königlichen Gymnasium in Bonn, wo zu seinen Kollegen nicht nur sein Vater zählte, sondern auch sein Bruder Ludwig Sonnenburg (1861–nach 1897) und sein Studienfreund Anton Elter, der 1885 als Professor an die Universität Czernowitz berufen wurde. Peter Sonnenburg erhielt am 29. Mai 1887 eine Festanstellung als ordentlicher Lehrer am Bonner Gymnasium. Er trat in den Verein von Altertumsfreunden im Rheinlande ein, in dem auch Usener und Bücheler Mitglieder waren, und fungierte dort bis 1898 als Bibliothekar.
1898 wurde Sonnenburg als ordentlicher Professor für Klassische Philologie an die Theologischen und Philosophischen Akademie Münster berufen, wo er die Nachfolge von Peter Langen antrat. Im akademischen Jahr 1901/1902 bekleidete Sonnenburg das Rektorat, unmittelbar vor der Erhebung der Akademie zur Universität. Im akademischen Jahr 1903/1904 war er Dekan der Philosophischen und Naturwissenschaftlichen Fakultät. Einen Ruf an die Universität Bonn als Nachfolger seines Lehrers Bücheler (1906) lehnte er ab. 1913 erhielt er den Titel Geheimer Regierungsrat.
Auch nach Erreichen der Altersgrenze (1924) blieb Sonnenburg auf ministerielle Anordnung weiterhin im Dienst. Seine auf den 31. März 1926 verschobene Pensionierung wurde auf Bitten der Fakultät bis zum Ablauf des Wintersemesters 1927/28 hinausgezögert. Auch nach seiner im März 1928 erfolgten Emeritierung bot Sonnenburg weiterhin Lehrveranstaltungen an (im Rahmen einer Lateinischen Gesellschaft, also als Lektüreübung), zuletzt im Wintersemester 1939/40 gemeinsam mit seinem Lehrstuhlnachfolger Franz Beckmann.
Während der vier Jahrzehnte seiner Lehrtätigkeit in Münster betreute Sonnenburg 40 Doktorarbeiten, die meisten davon in lateinischer Sprache (zuletzt 1927). Lediglich Severin Daniel (Zur Entstehung und Entwicklung der Argonauten- und Medeasage, 1920) und Franz Middelmann (Griechische Welt und Sprache in Plautus’ Komödien, 1938) verfassten ihre Arbeiten auf Deutsch.

## Schriften (Auswahl)
- De Menaechmis Plautina retractata libellus. Bonn 1882 (Dissertation, mit Lebenslauf)
- Bemerkungen zu Notkers Bearbeitung des Boethius. Bonn 1887 (Schulprogramm)
- mit Ferdinand August Schmidt: Führer durch das Beethoven-Haus zu Bonn. Bonn 1895
- Alexandrinae aetatis poetarum carmina in scholarum usum. Münster 1909
- Artikel Maccius (T. Maccius Plautus). In: Paulys Realencyclopädie der classischen Altertumswissenschaft (RE). Band XIV,1, Stuttgart 1928, Sp. 95–126.